# Dirk van Haaren

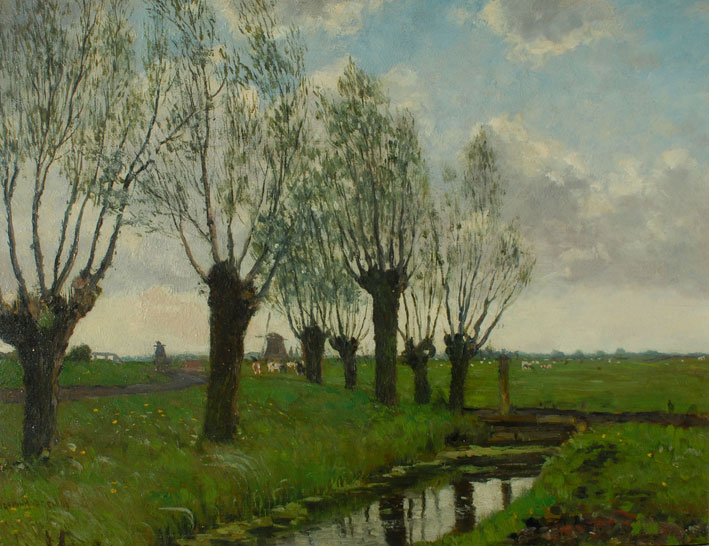
Landschaft von Dirk van Haaren

Dirk Johannes van Haaren (* 21. April 1878 in Amsterdam; † 30. Juni 1953 ebenda) war ein niederländischer Maler.
Dirk Johannes van Haaren wohnte und arbeitete in Amsterdam sowie in Sloten, Nordholland. Er war Autodidakt und malte Aquarelle und Ölbilder. Er wird als Nachfolger der Haager Schule angesehen. Zu seinen Werken zählen Landschaftsbilder, auf denen häufig Wasser, Windmühlen und Vieh dargestellt sind, Ansichten der Stadt Amsterdam und Pferde mit Reitern.
Er war Mitglied mehrerer Künstlervereinigungen, darunter Arti et Amicitiae und St. Lucas, beide in Amsterdam.